# Szilágyi Pál (orvos)
Szilágyi Pál (Újkécske, 1914. szeptember 22. – Budapest, 1972. február 27.) ortopéd és baleseti sebész.

## Élete
Szilágyi (Schvarcz) Mihály kereskedő és Naschitz Olga gyermekeként született. Orvosi tanulmányait 1934 és 1940 között a Bolognai Egyetemen végezte. 1940–42-ben a Szent János Kórházban externista, 1942–43-ban a Jászberényi Kórház sebészetén segédorvos volt. 1943–44-ben zsidó származása miatt munkaszolgálatra vitték. 1945 és 1949 között az István Kórház sebészetén dolgozott segédorvosként. 1949–51-ben a budapesti I. sz. Sebészeti Klinikán tanársegéd, 1951-től a Semmelweis Egyetem Ortopédiai Klinikáján tanársegéd, adjunktus, majd a traumatológiai osztály vezetője volt. 1948-ban sebészi, 1951-ben ortopéd-sebészi, 1961-ben baleseti sebészi szakorvosi képesítést szerzett. 1948-ban sportorvosi szakvizsgát tett, 1950-ben onkológiai tanfolyamot végzett. Elsősorban a mozgásszervi traumatológiában ért el kiemelkedő eredményeket. Nevéhez fűződik a klinika baleseti sebészeti részlegének megszervezése, melyet a fennállásától vezetett. Több mint 25 közleménye jelent meg szakfolyóiratokban.
Első felesége Halász Magda Katalin volt. Második felesége Frisch Lídia Erzsébet volt, akit 1949-ben Budapesten, a Terézvárosban vett nőül.